# نصرت‌آباد ناهوک
نصرت‌آباد ناهوک، روستایی در دهستان ناهوک بخش مرکزی شهرستان سراوان در استان سیستان و بلوچستان ایران است.

## جمعیت
بر پایه سرشماری عمومی نفوس و مسکن در سال ۱۳۹۵، جمعیت این روستا برابر با ۵۴۴ نفر (۱۶۳ خانوار) بوده‌است.